# İbrahim Akın
İbrahim Akın (İzmir, 4 januari 1984) is een Turkse voetballer die bij voorkeur als aanvallende middenvelder speelt. Hij verruilde in januari 2015 Gaziantepspor voor Sivasspor.
Akıns carrière begon bij Altay SK in de Türk Telekom Lig A, voor zijn transfer naar Beşiktaş JK in juni 2004. Op 14 juli 2011 werd hij gearresteerd vanwege een omkoopschandaal in het Turkse voetbal. In mei 2012 werd hij voor drie jaar geschorst.